# Baarle-Frankrijk
Baarle-Frankrijk of Klein-Frankrijk is een gehucht in de gemeente Sint-Martens-Latem in de Belgische provincie Oost-Vlaanderen.
Het gehucht ligt twee kilometer ten noordwesten van het dorpscentrum van Sint-Martens-Latem. Baarle-Frankrijk ligt op de zuidelijke rechteroever van de Leie, tegenover het dorpje Baarle dat in Drongen in de stad Gent ligt. Het gehucht ligt in de Latemse meersen.

## Geschiedenis
De plaats ligt net ten zuiden van de dorpskern van Baarle, op de andere Leie-oever.
De Villaretkaart uit het midden van de 18de eeuw toont hier een aantal gebouwen en de plaatsnaam Franquret; de Ferrariskaart uit de jaren 1770 toont hier een gehucht, parochiaal afhankelijk van Baarle (Baerle), maar zonder gehuchtnaam.
Op het eind van het ancien régime, toen tijdens de Franse bezetting op het eind van de 18de eeuw de gemeenten werd gecreëerd, werd Baarle een zelfstandige gemeente, en het gehucht kwam bij deze gemeente terecht. In 1805 werd bij keizerlijk besluit de gemeente Baarle echter weer opgeheven. Het noordelijk deel met de dorpskern, op de linkeroever van de Leie, werd bij de gemeente Drongen gevoegd. Het zuidelijk deel van het grondgebied op de rechteroever van de Leie, met daarbij het gehucht Klein-Frankrijk, werd bij de gemeente Sint-Martens-Latem gevoegd.
Op de Atlas der Buurtwegen uit 1841 is het gehucht als Klein Vrankryk weergegeven, op de Vandermaelenkaart uit het midden van de 19de eeuw als Kleyn Vrankrijk. Deze laatst kaart geeft ter hoogte van het gehucht het veer over de Leie weer als Laethem veer.
In de loop van de 20ste eeuw werd de locatie van het veer zo'n 100 meter noordwaarts gelegd.
Deelgemeente: Deurle · Sint-Martens-Latem

Overige gehuchten en wijken: Baarle-Frankrijk

Belgische gemeenten · Arrondissement Gent · Oost-Vlaanderen · Vlaanderen